# A Jó, a Rossz és a Csúf
A Jó, a Rossz és a Csúf (eredeti cím: Il buono, il brutto, il cattivo; angol cím: The Good, the Bad and the Ugly) 1966-ban bemutatott olasz–spanyol–német spagettiwestern. A forgatókönyvet Luciano Vincenzoni, Sergio Leone, Agenore Incrocci és Furio Scarpelli írta Luciano Vincenzoni és Sergio Leone könyve alapján. A filmet Sergio Leone rendezte, zenéjét Ennio Morricone szerezte, producere Alberto Grimaldi volt, operatőre Tonino Delli Colli. A főszerepekben Clint Eastwood, Lee van Cleef és Eli Wallach láthatók.  Az Arturo González Producciones Cinematográficas, S.A, a Constantin Film Produktion és a Produzioni Europee Associati készítette.
A film a Dollár-trilógia befejező darabja, amely az Egy maréknyi dollárért (1964) és a Pár dollárral többért (1965) című Leone-filmeket követte.
Olaszországban 1966. december 15-én, az Amerikai Egyesült Államokban 1967. december 23-án, Magyarországon feliratosan 1979. november 29-én mutatták be a mozikban. Három magyar szinkronos változat is készült belőle, amelyekből az elsőt az MTV 1-en 1986. január 18-án, a másodikat az RTL Klubon 2002. augusztus 1-jén, a harmadikat az MGM-en 2007. május 31-én vetítették le a televízióban. 2020. július 16-án került a hazai mozikba a digitálisan felújított rendezői változat.
A filmet Leone másik klasszikusa, a Volt egyszer egy Vadnyugat (1968) mellett nemcsak a spagettiwestern, hanem az egész western műfaj legnagyobbjának tartják, de az egyetemes filmtörténetben is óriási a jelentősége: az erőszak nyílt ábrázolása, zenéje, technikai, főként operatőri megoldásai úttörőek voltak és nagy hatást gyakoroltak a későbbi filmkészítőkre; emellett a színészi játék is kimagasló színvonalú. A film napjainkban is a popkultúra része és a mai filmben is érezteti a hatását, Quentin Tarantino az alkotásaiban szinte kivétel nélkül utalást tesz a spagettiwesternre, azon belül gyakran az általa a „filmtörténet legnagyobb teljesítményé”-nek tartott A Jó, a Rossz és a Csúfra, és több filmje a western műfajába sorolható.

## Cselekmény
Három törvényen kívüli versenyez egymással, hogy megtalálják a Konföderáció aranyát, amelyet az amerikai polgárháború alatt ástak el.
Szőke és Tuco a törvény kijátszásával keresi a kenyérre valót. Szőke elfogja Tucót és feladja őt a hatóságoknál a jutalomért cserébe. Tucót pedig halálra ítélik a gaztettei miatt, de Szőke az akasztás előtt mindig kiszabadítja őt. Ez így megy egy darabig, de összeakasztják a bajszukat és onnantól fogva halálos ellenségekké válnak. Ráadásul Szőke nagyon ki is babrál Tucóval, amiért ő mindenáron bosszút akar állni. És el is érkezik a bosszú ideje, de egy váratlan esemény megzavarja Tucót, ezért kényszerből életben hagyja Szőkét.
Tuco éppen Szőke szenvedésében gyönyörködik a sivatag közepén, amikor váratlanul megjelenik egy postakocsi. Tuco közelebb megy, de észreveszi, hogy mindenki halott, ezért nekilát a fosztogatásnak. Azonban egyvalaki mégis életben van, akitől Tuco megtudja, hogy az egyik temetőben kétszázezer dollár értékű arany van elásva. Tuco próbálná kiszedni a haldoklóból a sír nevét is, ahova el van ásva az arany, de elmegy vizet hozni, és késve ér vissza. Viszont Szőkét ott találja a halott ember mellett, de őt nem tudja megölni, mert a haldokló neki mondta el a sír nevét. Ezért Tuco és Szőke ismét szövetségessé válik és elindulnak megszerezni az aranyat.
Eközben az országban tombol a polgárháború, ezért Tucóék katonának öltöznek, és Tuco a halott férfi nevét is felveszi. Csakhogy az ellenséges erők elfogják őket és egy fogolytáborba kerülnek, pont egy olyan helyre, ahol Angyalszem az egyik főnök. Ő pedig pont a Tuco által felvett név igazi tulajdonosát keresi már régóta, ezért kapóra jött neki Tucoék érkezése. Be is invitálja Tucót a barakkjába, ahol véres eszközökkel próbál információt kiszedni Tucóból. Tuco meg is törik, ezért Szőke vallatására már nincs szükség. Angyalszem közli vele, hogy mostantól fogva nem Tuco a társa, hanem ő, és elindulnak a temetőhöz.
De Tucónak sikerül megszöknie, és a nyomukba ered. Az egyik városban utol is éri őket, ahol Szőke mellé áll és legyőzik Angyalszem embereit, és ismét ketten indulnak tovább. De Angyalszem követi őket, és amikor a temetőhöz érnek, egy mindent eldöntő párbaj kezdődik közöttük.

## Szereplők
| Szereplő                    | Színész             | Magyar hang        | Magyar hang        | Magyar hang         |
| Szereplő                    | Színész             | 1. szinkron (1985) | 2. szinkron (2002) | 3. szinkron (2007)  |
| --------------------------- | ------------------- | ------------------ | ------------------ | ------------------- |
| Joe (Szőke)                 | Clint Eastwood      | Rátóti Zoltán      | Kautzky Armand     | ?                   |
| Sentenza (Angyalszem)       | Lee van Cleef       | Gruber Hugó        | Reviczky Gábor     | Bolla Róbert        |
| Tuco                        | Eli Wallach         | Gera Zoltán        | Rajhona Ádám       | ?                   |
| Alkoholista északi kapitány | Aldo Giuffrè        | Sörös Sándor       | Gyabronka József   | Vári Attila         |
| Pablito Ramirez atya        | Luigi Pistilli      | Dobránszky Zoltán  | Zubornyák Zoltán   | Szatyori József     |
| Seriff                      | John Bartha         | Antal László       | Bácskai János      | ?                   |
| Maria                       | Rada Rassimov       | ?                  | Zakariás Éva       | ?                   |
| Fegyverkereskedő            | Enzo Petito         | Képessy József     | Kun Vilmos         | Seres Lajos         |
| Jackson (Bill Carson)       | Antonio Casale      | ?                  | Végh Péter         | ?                   |
| Szerzetes                   | Angelo Novi         | Varga T. József    | Holl Nándor        | ?                   |
| Stevens                     | Antonio Casas       | Fillár István      | Áron László        | Medgyesfalvy Sándor |
| Wallace tizedes             | Mario Brega         | Horváth Pál        | Hollósi Frigyes    | ?                   |
| Pardue, a hoteltulajdonos   | Jesús Guzmán        | Koroknay Géza      | Uri István         | Török Sándor        |
| Harper százados             | Antonio Molino Rojo | Perlaki István     | Németh Gábor       | Tarján Péter        |
| Félkarú fejvadász           | Al Mulock           | ?                  | Bicskey Lukács     | ?                   |
| Atya a menedékhelyen        | N/A                 | Hegyi Péter        | Versényi László    | ?                   |
| Tuco ítélet kihirdetője     | N/A                 | ?                  | Balázsi Gyula      | ?                   |

- További magyar hangok (1. szinkronban): Felföldi László, Komlós András, Orosz István, Rudolf Péter, Sörös Sándor
- További magyar hangok (2. szinkronban): Bolla Róbert, Izsóf Vilmos, Kapácsy Miklós, Palóczy Frigyes, Simonyi Balázs, Várnagy Katalin, Vizy György
- További magyar hangok (3. szinkronban): Ács Tibor, Csiky Ibolya, Garai Róbert, Hajdu Géza, Markovics Tamás, Meleg Vilmos, Szokol Péter

## Fogadtatása
A film Olaszországban 1966. december 23-án, az Egyesült Államokban december 29-én debütált, és 6,1 millió dollár profitot hozott. A filmet sokan kritizálták az erőszakos jelenetekért. Leone a sok erőszakot így magyarázta „az öldöklés azért van ennyire eltúlozva, mert egy olyan filmet akartam csinálni, amely az átlagos westerneknek egyértelmű szatírája. (...) A vadnyugatot egyszerű, erőszakos emberek formálták, ezt az erőt és együgyűséget próbálom visszaadni a filmjeimben.” Mindazonáltal a filmet a western stílus egyik legjobb  képviselőjeként tartják számon, és Quentin Tarantino „minden idők legjobban megrendezett filmjé”-nek és „a filmtörténet legnagyobb teljesítményé”-nek nevezte, valamint többször is kijelentette, hogy ez a kedvenc filmje.
A film remekül ötvözi a keserű iróniát és a fekete humort. Ez jól megmutatkozik az Eli Wallach által mesterien megformált Tuco karakterén keresztül, aki egyrészt szimpatikus személyiség csalafinta leleményességével vagy bárgyú, buta viselkedésével, amely bajba is sodorja. Mindamellett ellenszenves alak, mivel a filmben elhangzik néhány rémes bűntette is (gyermekmolesztálás), sőt a Névtelen főhőst alaposan megkínozza a sivatagban való céltalan csatangolással. Ez a személy nyilván rászolgál arra a brutális verésre, amely Wallace tizedes részéről éri, a néző mégis sajnálja őt, ahogy azok a déli katonák, akiket arra kényszerítenek, hogy a kínvallatás ideje alatt egy melankolikus hangzású, szép zenét játszanak, noha nem tudják, hogy a bajtársuknak hitt Tuco valójában közönséges bűnöző.

## A film megjelenése Magyarországon
A Jó, a Rossz és a Csúf először 1979. november 29-én került vetítésre a magyar mozikban. Itt is, ahogy az előző két rész esetében a MOKÉP hozta forgalomba feliratos változatban. 1986 elején a Magyar Televíziónál szinkronos verzióban került sugárzásra. Az 1980-as évek vége felé az InterVideo megjelentette a film VHS kiadványát a videótékák számára, amely ugyancsak szinkronos változatban volt látható és egy teljes képernyős kópiát tartalmazott. Az 1990-es évek vége felé az RTL Klub egy új, második szinkront készíttetett a filmhez, amelyet a TV2 is levetített a 2000-es évek végén. 2007-ben az MGM csatorna a teljes vágatlan verzióhoz készített egy új harmadik szinkront. Érdekes módon a film még nem látott napvilágot DVD formátumban Magyarországon, viszont az InterCom Zrt. 2009-ben kiadta Blu-ray változatát, amely a második szinkront illetve egy szélesvásznú kópiát tartalmaz. Erre a kiadványra került rá a film bővített változata, mely közel fél órával hosszabb, mint az eredeti verzió.

## Érdekességek
- Tuco (Eli Wallach) megverése Angyalszem kunyhójában jóval részletesebb volt, de akkoriban ezeket a képsorokat nagyon erőszakosnak találták, ezért a cenzúra megrövidítette.
- A kínvallatást végző Wallace tizedes (Mario Brega) már az első két részben is felbukkant ugyanilyen formátumú karakter szerepében. A trilógia második epizódjában, a Pár dollárral többértben is pontosan ugyanolyan félszemű, sebhelyesarcú drabális csatlósnak mutatkozott, mint ebben a filmalkotásban.
- Eli Wallach a valóságban, de akár más szerepeiben sosem volt csúnya megjelenésű, még a negatív szerepeiben is szimpatikus maradt. Viszont, hogy a csúnya ábrázatú ember hatását elérje, ezért igyekezett grimaszokat erőltetni az arcára. A fintoros arckifejezések egész a film végéig jellemzik Eli Wallach arcát, s annál jobban fokozzák a karakter humoros megjelenését.
- Morricone The Ecstasy of Gold című kompozíciója a film kulcsjelenetének aláfestő zenéje, és a nyolcvanas évek óta a film e jelenetének vetítése mellett ezzel a számmal vezetik be a Metallica heavy metal együttes koncertjeit.[2] Ugyanezt a zenét a Ramones punk rock együttes viszont a koncertjei zárására használta fel.
- A filmvégi kulcsjelenet helyszíne a spanyolországi Burgos tartományban található Santo Domingo de Silos melletti, „Sad Hill” nevű temető. A temetőt a filmhez az olasz Carlo Simi tervezte meg 1966-ban és építette meg a spanyol hadsereg. 2015-ben újraépítették, azóta turista-látványosságként funkcionál.
- Az Őrjárat az égen című magyar televíziós sorozat (1970) a film főcímzenéjét használta fel.[3]

## Idézetek a filmből
Tuco és Szőke párbeszéde, miután Szőke megmentette őt az akasztástól:
Tuco: Kétféle ember van ezen a világon. Az egyiknek kötél lóg a nyakában, a másiknak meg le kell vágnia. Figyelj, a nyak, amin a kötél van, az enyém. Enyém a kockázat, ezért legközelebb többet akarok, mint a felét.
Szőke: A kockázatot tényleg te vállalod, de a kötélről én váglak le. Ha csökkentjük a százalékomat, talán nem tudok pontosan célozni.
Szőkét megtámadják, de ő meghallotta a sarkantyúkat, ezért végezni tudott a támadóival. Ezután megjelenik Tuco az ablakban:
Tuco: Kétféle sarkantyú van barátom. Az egyik az ajtón jön be, a másik meg az ablakon.